# Racing Point F1 Team
Het Racing Point F1 Team, voorheen het Racing Point Force India F1 Team, was een Formule 1-team dat vanaf 2018 deelnam aan het wereldkampioenschap Formule 1. Het hoofdkantoor van het team bevond zich in Silverstone, Northamptonshire in het Verenigd Koninkrijk.

## Geschiedenis

### 2018-2019
Op 28 juli 2018 werd het team van Force India onder curatele gesteld, na een rechtszaak die werd aangespannen door hun coureur Sergio Pérez. Het doel was om hiermee een plan te bedenken zodat de al jaren met financiële problemen kampende renstal kon blijven racen. Op 7 augustus werd het team overgenomen door een consortium van zakenlieden, genaamd "Racing Point UK Limited", onder leiding van de Canadese zakenman Lawrence Stroll.
Voor de eerstvolgende race in België veranderde het team de naam naar "Racing Point Force India F1 Team". Het team kon de oude naam niet blijven gebruiken, aangezien enkel de bezittingen van Force India werden overgenomen in plaats van het team zelf. Hierdoor moest het team opnieuw aanvraag doen om deel te mogen nemen aan het wereldkampioenschap Formule 1, waarbij zij dit onder een nieuwe naam moesten doen. Hierdoor werden de woorden "Racing Point" toegevoegd aan de bestaande teamnaam. Het oude team van Force India werd uitgesloten uit het wereldkampioenschap omdat zij het seizoen niet af konden maken, en het nieuwe team Racing Point Force India mocht de punten van dit team niet houden. Punten die vanaf deze race gescoord werden, telden wel mee voor het constructeurskampioenschap. Coureurs Sergio Pérez en Esteban Ocon mochten in het coureurskampioenschap wel alle punten houden. Racing Point Force India nam deel aan de laatste negen races van het Formule 1-seizoen 2018, waarin in de eerste race in België met een vijfde plaats voor Pérez en een zesde plaats voor Ocon direct het beste resultaat werd behaald. Uiteindelijk eindigden zij met 52 punten op de zevende plaats in het constructeurskampioenschap.
Op 1 december 2018 werd bekend dat in 2019 de naam "Force India" verdwijnt uit de naam van het team. Het gaat enkel verder onder de naam Racing Point F1 Team. Een dag eerder werd al bekend dat Esteban Ocon in 2019 wordt vervangen door Lance Stroll, de zoon van Lawrence, die voorheen voor het team van Williams reed.

### 2020
Op 22 januari 2020 werd bekendgemaakt dat de Formule 1 wagen voor het seizoen 2020 onthuld zou worden op 17 februari 2020. Racing Point neemt in 2020 deel met een auto die qua ontwerp veel lijkt op de winnende auto van Mercedes uit 2019.
Op 7 augustus maakte de FIA bekend dat het team een boete krijgt van 400.000 Euro en 15 WK-punten voor het gebruik maken van illegale brake ducts. Het protest van het team van Renault heeft standgehouden. De brake ducts van de auto heeft Racing Point niet zelf ontworpen. Er zijn foto’s gebruikt om ze te maken, maar daarnaast ook tekeningen van Mercedes.
Op 18 juni 2020 werd bekend dat Racing Point zijn teamnaam gaat veranderen naar Aston Martin F1.
In sportief opzicht was het seizoen 2020 succesvol. Racing Point behaalde punten in alle wedstrijden, behalve in Bahrein, waar Stroll crashte tijdens een herstart en Perez drie ronden voor de finish uitviel met motorpech.

## Complete resultaten in de Formule 1
| Kleur  | Resultaat                              |
| ------ | -------------------------------------- |
| Goud   | Winnaar                                |
| Zilver | Tweede plaats                          |
| Brons  | Derde plaats                           |
| Groen  | Gefinisht (punten behaald)             |
| Blauw  | Gefinisht (geen punten behaald)        |
| Blauw  | Niet geklasseerd (NC)                  |
| Paars  | Uitgevallen (DNF)                      |
| Rood   | Niet gekwalificeerd (DNQ)              |
| Zwart  | Gediskwalificeerd (DSQ)                |
| Wit    | Niet gestart (DNS)                     |
| Blanco | Gewond (INJ)                           |
| Blanco | Uitgesloten (EX)                       |
| Blanco | Teruggetrokken (WD) / Niet deelgenomen |
| P      | Poleposition                           |
| S      | Snelste ronde                          |

| Jaar | Chassis en banden | Motor                     | Coureurs        | 1   | 2   | 3   | 4   | 5   | 6   | 7   | 8   | 9   | 10  | 11  | 12  | 13  | 14  | 15  | 16  | 17  | 18  | 19  | 20  | 21  | Punten    | WK-plaats |
| ---- | ----------------- | ------------------------- | --------------- | --- | --- | --- | --- | --- | --- | --- | --- | --- | --- | --- | --- | --- | --- | --- | --- | --- | --- | --- | --- | --- | --------- | --------- |
| 2018 | VJM11 P           | Mercedes-Benz V6 Turbo    |                 | AUS | BHR | CHN | AZE | SPA | MON | CAN | FRA | OOS | GBR | DUI | HON | BEL | ITA | SIN | RUS | JPN | VST | MEX | BRA | ABU | 52        | 7e        |
| 2018 | VJM11 P           | Mercedes-Benz V6 Turbo    | Sergio Pérez    |     |     |     |     |     |     |     |     |     |     |     |     | 5   | 7   | 16  | 10  | 7   | 8   | DNF | 10  | 8   | 52        | 7e        |
| 2018 | VJM11 P           | Mercedes-Benz V6 Turbo    | Esteban Ocon    |     |     |     |     |     |     |     |     |     |     |     |     | 6   | 6   | DNF | 9   | 9   | DSQ | 11  | 14  | DNF | 52        | 7e        |
| 2019 | RP19 P            | BWT Mercedes V6 Turbo     |                 | AUS | BHR | CHN | AZE | SPA | MON | CAN | FRA | OOS | GBR | DUI | HON | BEL | ITA | SIN | RUS | JPN | MEX | VST | BRA | ABU | 73        | 7e        |
| 2019 | RP19 P            | BWT Mercedes V6 Turbo     | Sergio Pérez    | 13  | 10  | 8   | 6   | 15  | 12  | 12  | 12  | 11  | 17  | DNF | 11  | 6   | 7   | DNF | 7   | 8   | 7   | 10  | 9   | 7   | 73        | 7e        |
| 2019 | RP19 P            | BWT Mercedes V6 Turbo     | Lance Stroll    | 9   | 14  | 12  | 9   | DNF | 16  | 9   | 13  | 14  | 13  | 4   | 17  | 10  | 12  | 13  | 11  | 9   | 12  | 13  | 19  | DNF | 73        | 7e        |
| 2020 | RP20 P            | Mercedes F1 M11 EQ Power+ |                 | OOS | STI | HON | GBR | 70J | SPA | BEL | ITA | TOS | RUS | EIF | POR | EMI | TUR | BHR | SAK | ABU |     |     |     |     | 195 (210) | 4e        |
| 2020 | RP20 P            | Mercedes F1 M11 EQ Power+ | Sergio Pérez    | 6   | 6   | 7   | ND  | ND  | 5   | 10  | 10  | 5   | 4   | 4   | 7   | 6   | 2   | 18  | 1   | DNF |     |     |     |     | 195 (210) | 4e        |
| 2020 | RP20 P            | Mercedes F1 M11 EQ Power+ | Lance Stroll    | DNF | 7   | 4   | 9   | 6   | 4   | 9   | 3   | DNF | DNF | ND  | DNF | 13  | 9P  | DNF | 3   | 10  |     |     |     |     | 195 (210) | 4e        |
| 2020 | RP20 P            | Mercedes F1 M11 EQ Power+ | Nico Hülkenberg |     |     |     | DNS | 7   |     |     |     |     |     | 8   |     |     |     |     |     |     |     |     |     |     | 195 (210) | 4e        |
| Jaar | Chassis en banden | Motor                     | Coureurs        | 1   | 2   | 3   | 4   | 5   | 6   | 7   | 8   | 9   | 10  | 11  | 12  | 13  | 14  | 15  | 16  | 17  | 18  | 19  | 20  | 21  | Punten    | WK-plaats |

- Sergio Pérez was wegens ziekte (Covid-19) tijdens de Grand Prix Formule 1 van Groot-Brittannië 2020 en de Grand Prix van het 70-jarig bestaan verhinderd om deel te nemen, als vervanger werd Nico Hülkenberg aangewezen.[12]